# 湖公园 (佛罗里达州)
湖公园（英語：Lake Park），是美国佛罗里达州下属的一座城镇。建立于1921年。面积约 为6.1平方公里（约合2.3平方英里）。根据2010年美国人口普查，该市有人口8,155人。论人口在本州排行第 176。